# Jüdischer Friedhof (Bechhofen)

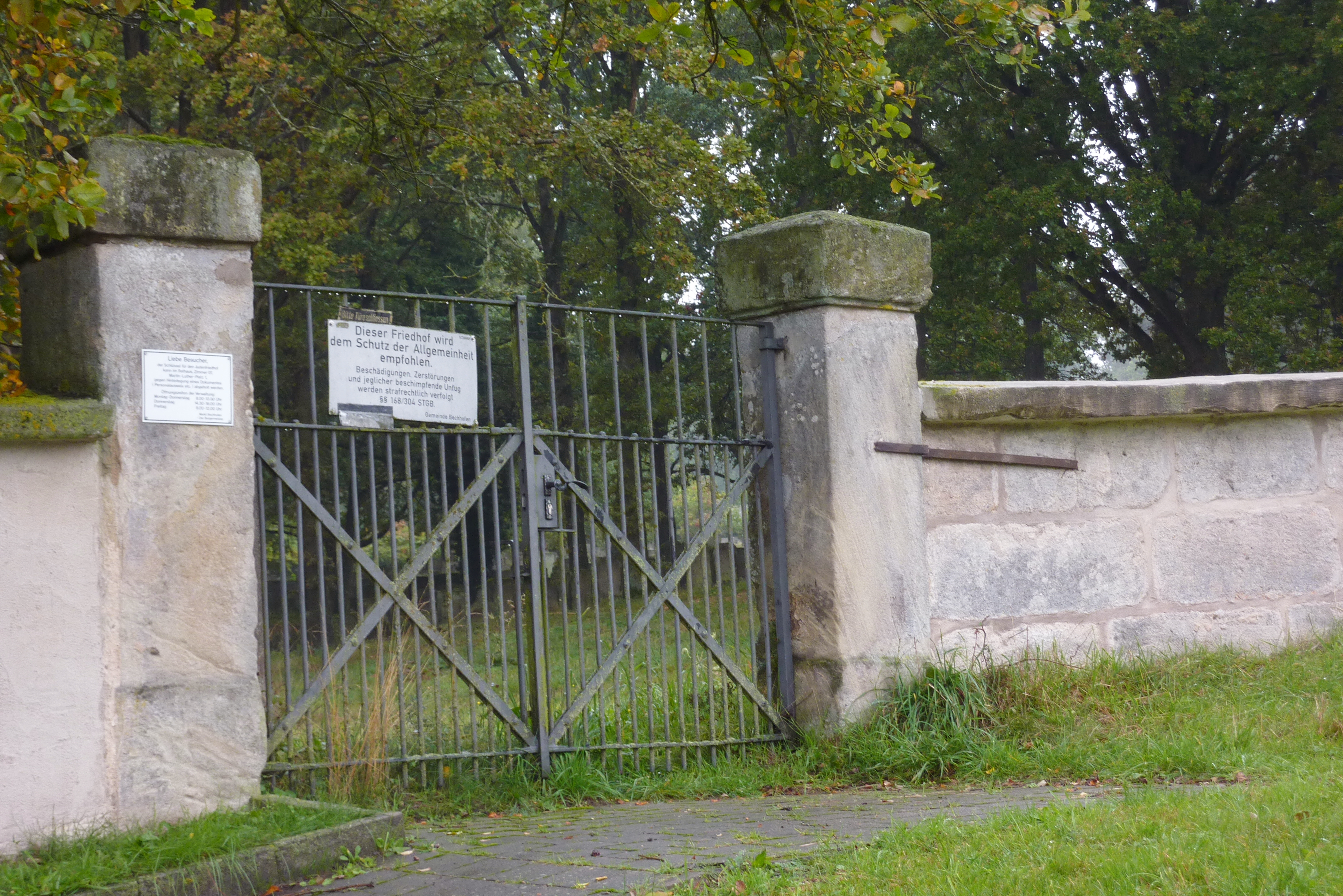
Eingang zum jüdischen Friedhof

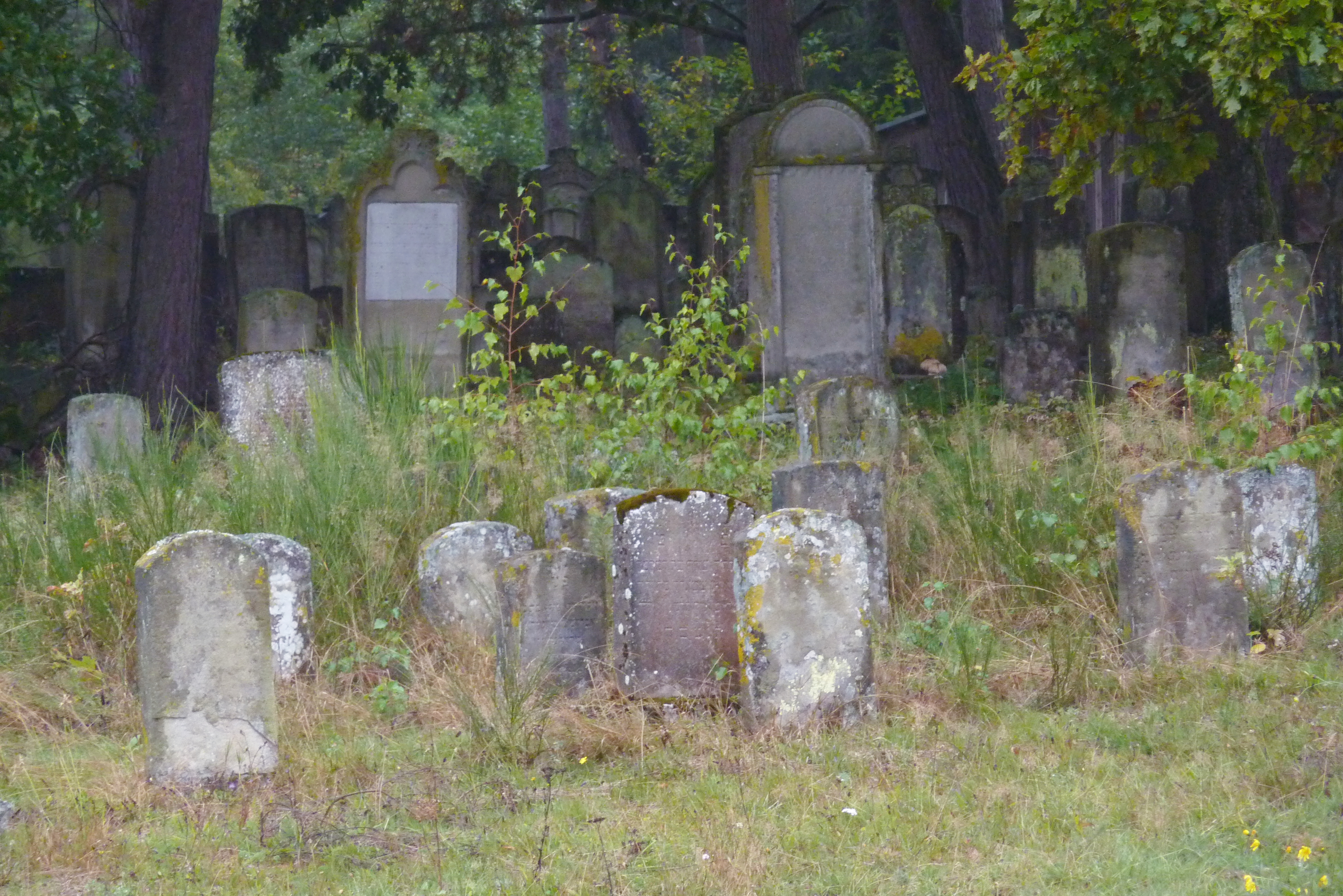
Grabsteine

Der Jüdische Friedhof Bechhofen ist der zweitgrößte jüdische Friedhof in Bayern. Er liegt auf einer Anhöhe nordwestlich von Bechhofen, einem Markt im mittelfränkischen Landkreis Ansbach. Der 16.510 m² große Friedhof enthält von etwa 8.000 Bestattungen noch 2.294 Grabsteine. Der älteste Grabstein stammt aus dem Jahr 1602.

## Geschichte
Der Friedhof wurde über 300 Jahre lang – vom Ende des 16. Jahrhunderts bis etwa 1938 – belegt. Im Jahr 1938 wurde die jüdische Gemeinde Bechhofen aufgelöst.
Der Friedhof stand Anfang des 18. Jahrhunderts für Bestattungen von etwa 16 jüdischen Gemeinden zur Verfügung, darunter Ansbach, Cronheim, Treuchtlingen, Herrieden und Gunzenhausen. Im Jahr 1910 wurde er erweitert.
Der Friedhof wurde mehrfach geschändet – während des Dreißigjährigen Krieges, in den 1920er und 1930er Jahren und im Jahr 2010. Das Taharahaus wurde 1938 zerstört.